# 武韋の禍
武韋の禍（ぶいのか）は、唐の高宗の死後、その皇后で後に帝位に即いて周を建てた武則天（則天武后）と、武則天の子でその後を継いだ中宗の皇后の韋皇后による簒奪の計画、およびそれにより起こった政治の混乱の総称。その後の玄宗の開元の治によって収束を迎え、唐は安定を迎えた。